# Turbat
Turbat (in beluci: تُربت) è una città del Pakistan, situata nella provincia del Belucistan.